# 롭 포트먼
로버트 존스 "롭" 포트먼(영어: Robert Jones "Rob" Portman, 1955년 12월 19일 ~ )은 미국 공화당 소속의 정치인이다. 오하이오주 하원과 상원의원을 지냈다.

## 역대 선거 결과
| 선거명        | 직책명                        | 대수  | 정당   | 득표율 | 득표수      | 결과 | 당락                     |
| ------------- | ----------------------------- | ----- | ------ | ------ | ----------- | ---- | ------------------------ |
| 1993년 재선거 | 하원의원 (오하이오 제2선거구) | 103대 | 공화당 | 70.07% | 53,020표    | 1위  | 오하이오주 하원의원 당선 |
| 1994년 선거   | 하원의원 (오하이오 제2선거구) | 104대 | 공화당 | 77.59% | 150,128표   | 1위  | 오하이오주 하원의원 당선 |
| 1996년 선거   | 하원의원 (오하이오 제2선거구) | 105대 | 공화당 | 72.01% | 186,853표   | 1위  | 오하이오주 하원의원 당선 |
| 1998년 선거   | 하원의원 (오하이오 제2선거구) | 106대 | 공화당 | 75.79% | 154,344표   | 1위  | 오하이오주 하원의원 당선 |
| 2000년 선거   | 하원의원 (오하이오 제2선거구) | 107대 | 공화당 | 73.57% | 204,184표   | 1위  | 오하이오주 하원의원 당선 |
| 2002년 선거   | 하원의원 (오하이오 제2선거구) | 108대 | 공화당 | 74.05% | 139,218표   | 1위  | 오하이오주 하원의원 당선 |
| 2004년 선거   | 하원의원 (오하이오 제2선거구) | 109대 | 공화당 | 71.70% | 227,102표   | 1위  | 오하이오주 하원의원 당선 |
| 2010년 선거   | 상원의원 (오하이오 제3부)     | 112대 | 공화당 | 56.85% | 2,168,736표 | 1위  | 오하이오주 상원의원 당선 |
| 2016년 선거   | 상원의원 (오하이오 제3부)     | 115대 | 공화당 | 58.03% | 3,118,567표 | 1위  | 오하이오주 상원의원 당선 |